# Carola von der Weth
Carola von der Weth (geborene Carola Manger; * 19. Juni 1959 in Suhl) ist eine deutsche Schachspielerin und Ingenieurin.

## Leben
Carola von der Weth absolvierte eine Ausbildung zum Diplom-Ingenieur für Städtebau und arbeitet im Bau- und Stadtentwicklungsamt der Stadt Suhl. Ihre Hobbys waren Nah- und Fernschach. 1976 nahm sie erstmals an einer Schachmeisterschaft der Frauen teil. 1983 wurde sie DDR-Meisterin im Fernschach und 1986 gewann sie die 35. DDR-Schachmeisterschaft der Frauen.

## Nahschach

### Einzelmeisterschaften
Als Carola Manger nahm sie bei den DDR-Schachmeisterschaften der Frauen in den Jahren 1976 in Gröditz, 1979 in Suhl, 1982 in Salzwedel, 1983 in Cottbus, 1984 in Eilenburg  und 1986 in Nordhausen teil. In Nordhausen wurde sie Erste mit einem halben Punkt Vorsprung vor den punktgleichen Iris Bröder, Annett Wagner-Michel und Antje Riedel.

### Mannschaftsmeisterschaften
Sie spielte am ersten Brett der Bezirksliga der Männer, um für Meisterschaften der Frauen zu trainieren.
In der Deutschen Schachbundesliga der Frauen wurde sie in den Spielzeiten 1991/92 und 1992/93 für die Mannschaft von Motor Weimar bzw. dem SV Weimar aufgestellt, kam jedoch nicht zum Einsatz.

### Sonstiges
Sie trägt den Titel FIDE-Meister der Frauen (WFM).
Ihre höchste Wertung war eine Elo-Zahl von 2110 Punkten im Januar 1989, seitdem hat sich ihre Elo-Zahl nicht mehr verändert, da sie keine gewertete Partie mehr gespielt hat.

## Fernschach
Sie gewann 1983 die Fernschachmeisterschaft der DDR und spielte im Semifinale der 5. Fernschachweltmeisterschaft der Frauen.
Sie nahm am Finale der 16. Deutschen Fernschachmeisterschaft der Frauen 1994/96 teil, die Anke Koglin gewann.